# Герб Любомля
Герб Любо́мля — це офіційний символ міста Любомля, районного центру Любомильского району Волинської області. Затверджений рішенням Любомльської міської ради. Разом із прапором становить офіційну символіку міста.

## Історія
Незважаючи на те, що містечко Любомль отримало магдебурзьке право у 1571 році, наразі не виявлено історичних джерел із зображеннями чи описом гербу Любомля. 
За даними історика-геральдиста Володимира Панченка, лише в 1930-х роках був складений проект любомльського герба. На жовтому щиті – два зубри, які дивляться в різні сторони. За основу взяли давній герб Холмської землі, до якої належав Любомль в часи першої Речі Посполитої.

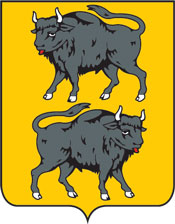
Проєкт герба міста Любомль 1938 р.

## Опис герба
Герб міста Любомля — у чотирикутному щиті з заокругленою нижньою частиною (т. зв. іспанський) у червоному полі святий великомученик Георгій Переможець. У геральдично правому верхньому куті зображено білий (срібний) Волинський хрест. 
Герб обрамлений золотим декоративним картушем і увінчаний золотою міською трибаштовою  короною.

## Зміст герба
У гербі міста Любомля за основу взято Святого Великомученика Георгія Переможця. Перша писемна згадка про Любомль відноситься до 1287 року. Під цим роком в Іпатієвському літописі говориться про те, що Волинський князь Володимир Василькович мовив такі слова: «Я хотів би поїхати до Любомля бо не хочу мати справу з поганими» (тобто татарами). У 1280-тих роках він побудував у Любомлі кам'яну церкву святого великомученика Георгія Переможця.
Георгій Переможець на білому коні розміщений на червоному щитовому полі, який у геральдиці символізує хоробрість, мужність, гарячу любов до свого Творця, готовність пролити кров за Бога, за Батьківщину.
У лівому верхньому куті герба зображений білий (срібний) хрест, який широко вживався і був основою прапора Волинського князівства. Білий (срібний) хрест має свою геральдичну символіку — це символ християнства, дуже часто вживався в давні часи, коли лицарі своїм головним завданням вважали оборону віри Христової, а держаки мечів навмисно робили у формі хреста. Біла (срібна) барва в геральдиці рівнозначні і означає чистоту і непорочність.

## Порядок використання
Герб Любомля використовується як місцева символіка на в'їзних знаках міста, при оформленні адміністративних, торгових приміщень, на етикетках продукції місцевого виробника тощо.
За використання місцевої символіки міська рада може встановлювати місцевий податок.